# Pseudochromis paccagnellae
Lo Pseudochromis paccagnellae (conosciuto anche come  Pictichromis paccagnellae) è un pesce della famiglia degli Pseudocromidi; misura tra i cinque e i sette cm di lunghezza.

## Distribuzione e habitat
Il suo habitat sono le barriere coralline delle Filippine, l'Indonesia, le isole Salomone, la Nuova Caledonia e la grande barriera corallina in Australia, in acque con temperatura tra i 24 e i 26 °C. Abitualmente vive nascosto nelle grotte, tra colonne e rami di corallo nutrendosi di piccoli crostacei.

## Etimologia del nome
Il nome di questo pesce deriva dall'italiano Werther Paccagnella che, nel 1971 a Giacarta, mentre cercava da un fornitore di acquacoltura, notò degli esemplari simili ai Gramma loreto, che però non abitano quei mari. Incuriositosi, ne acquistò qualche campione, scoprendo di trovarsi di fronte a una nuova specie, codificata due anni dopo da Herbert Axelrod.

## Acquariofilia
In cattività, questo animale è adatto agli acquari di acqua marina, dove deve vivere con un compagno, ed è molto apprezzato anche per i suoi colori vivaci. L'acquario deve avere molti luoghi in cui lo Pseudochromis possa nascondersi.
Un notevole svantaggio è la sua aggressività, non solo verso altri pesci, anche di dimensione maggiore, ma anche verso i gamberetti.
In nessuna occasione deve essere associato ai Gramma loreto, nonostante la colorazione/livrea sia simile, perché questo porterebbe a forti lotte interne all'acquario.
Questo pesce caraibico è sottomesso allo Pseudochromis paccagnellae e viene da questi quasi certamente eliminato: un modo per non confonderli è quello di controllarne le pinne, che nel Gramma loreto sono dello stesso colore del corpo, mentre nell'altro caso sono trasparenti.

## Curiosità
A causa dei suoi colori, in Italia è anche conosciuto come pesce romanista, in omaggio alla squadra della Roma.